# 文化东路街道
文东街道，是中华人民共和国山東省济南市历下区下辖的一个乡镇级行政单位。

## 行政区划
文东街道下辖以下地区：
和平路社区、山师东路社区、文化东路社区、师东新村社区、环山路社区、山大路社区、羊头峪社区、科院路社区、山师大社区、中创开元山庄社区和清华园社区。